# 諾布爾山
諾布爾山（英語：Mount Noble），是南極洲的山峰，位於南奧克尼群島的科羅內申島東部，處於吉朋灣以西3.7公里的魯阿爾冰川北岸，海拔高度1,165米，現時由南極條約體系管理。